# Gemmula stupa
Gemmula stupa is een slakkensoort uit de familie van de Turridae. De wetenschappelijke naam van de soort is voor het eerst geldig gepubliceerd in 2001 door Lee.